# Понят (Підляське воєводство)
Понят (пол. Poniat) — село в Польщі, у гміні Пйонтниця Ломжинського повіту Підляського воєводства.
Населення — 178 осіб (2011).
У 1975—1998 роках село належало до Ломжинського воєводства.

## Демографія
Демографічна структура станом на 31 березня 2011 року:
|          | Загалом | Допрацездатний вік | Працездатний вік | Постпрацездатний вік |
| -------- | ------- | ------------------ | ---------------- | -------------------- |
| Чоловіки | 95      | 24                 | 59               | 12                   |
| Жінки    | 83      | 13                 | 48               | 22                   |
| Разом    | 178     | 37                 | 107              | 34                   |